# Pokémon the Series: XY
Pokémon: A Série XY/XYZ, conhecido nos Estados Unidos como Pokémon the Series: XY/XYZ, conhecido no Japão como Pocket Monsters XY (ポケットモンスター エックス・ワイ, Poketto Monsutā Ekkusu Wai)/Pocket Monsters: XY & Z (ポケットモンスターエックスワイ　アンド　ゼット, Poketto Monsutā Ekkusu Wai ando Zetto), é uma sexta série do anime Pokémon, que reúne as temporadas 17 a 19 deste anime, adaptado dos jogos eletrônicos Pokémon X e Y, e transmitido no Japão pelo canal TV Tokyo entre 17 de outubro de 2013 e 27 de outubro de 2016. Nos Estados Unidos, pré-estreou 19 de outubro de 2013, com 2 primeiros episódios e estreou em 18 de janeiro de 2014, no Cartoon Network. No Brasil, estreou em 2 de março de 2015, no Cartoon Network. Em Portugal, estreou em 2 de março de 2015, no canal Biggs. Esta série narra as aventuras de Ash através de Kalos; ele está acompanhado por Serena, Clemont e Bonnie.

## Enredo
Ash e Alexa chegam na região de Kalos e Ash está ansioso para começar a ganhar suas insígnias de Ginásio. Mas depois que Alexa informa a Ash que sua irmã, uma Líder de Ginásio, está ausente, Ash viaja para a Cidade de Lumiose onde ele conhece o menino-gênio Clemont (Citron) e sua irmã mais nova Bonnie (Eureka), sem saber que Clemont é, na verdade, Líder de Ginásio da Cidade de Lumiose - um fato que ele tenta ao máximo esconder. Ash também se reúne com Serena, uma garota da Cidade de Vaniville que Ash conheceu em sua infância no acampamento de verão do Professor Carvalho em Pallet Town. Durante esse tempo ele a ajudou durante uma situação difícil, e ela tem sentimentos por ele desde então. Depois de viajar com eles para se preparar para o Torneio de Liga de Pokémon de Kalos, Ash concorre e avança até a final, onde ele perde para Alain (Alan), um membro da Equipe Flare. Uma vez que ele descobre suas verdadeiras intenções, no entanto, Alain abandona a Equipe Flare e se junta a Ash e seus amigos para parar os planos da equipe Flare. Despedindo-se de seus amigos em Kalos, Ash mais uma vez retorna a Pallet.

## Personagens
| Personagens                                                        | Tipo                  |
| ------------------------------------------------------------------ | --------------------- |
| Ash Ketchum                                                        | Principal             |
| Pikachu                                                            | Principal             |
| Serena                                                             | Principal             |
| Clemont                                                            | Principal             |
| Bonnie                                                             | Principal             |
| Jessie                                                             | Antagonista Principal |
| James                                                              | Antagonista Principal |
| Meowth                                                             | Antagonista Principal |
| Lysandre                                                           | Antagonista Principal |
| Xerosic                                                            | Antagonista Principal |
| Delia Ketchum                                                      | Secundário            |
| Prof. Carvalho (Brasil) ou Oak (Portugal)                          | Secundário            |
| Enfermeira Joy                                                     | Secundário            |
| Policial (Brasil) ou Agente (Portugal) Jenny                       | Secundário            |
| Alexa                                                              | Secundário            |
| Prof. Augustine Sicômoro (Brasil) ou Augustine Sycamore (Portugal) | Secundário            |
| Sawyer                                                             | Secundário            |
| Tierno                                                             | Secundário            |
| Trevor                                                             | Secundário            |
| Alain                                                              | Secundário            |
| Mairin                                                             | Secundário            |
| Miette                                                             | Secundário            |
| Nini                                                               | Secundário            |
| Shauna                                                             | Secundário            |
| Elisia                                                             | Secundário            |
| Aria                                                               | Secundário            |
| Sanpei                                                             | Secundário            |

## Temporadas
Esta série é dividido por 3 temporadas:
- 17ª temporada: Pokémon XY (Brasil) ou A Série: XY (Portugal)[9]: 49 episódios
- 18ª temporada: Pokémon XY: Desafios em Kalos (Brasil) ou A Série: XY - Desafio em Kalos (Portugal)[10]: 44 episódios
- 19ª temporada: Pokémon XYZ (Brasil) ou A Série: XYZ (Portugal)[11][12]: 47 episódios

## Episódios

### 17ª Temporada (Pokémon: XY)
Pokémon: XY (Brasil: Pokémon: A Série XY / Portugal: Pokémon A Série XY: Uma Nova Mega-Aventura), é a décima sétima temporada do anime Pokémon, e a primeira temporada de Pokémon the Series: XY. Ela se passa na região de Kalos, onde Ash Ketchum segue sua jornada com seus novos amigos — Clemont e sua irmão mais nova, Bonnie, e a sua amiga de infância, Serena — enquanto vivem novas aventuras, descobrindo novos Pokémons e aprendem sobre a misteriosa Mega Evolution.
A temporada estreou no Japão entre 17 de outubro de 2013 na TV Tokyo. Após uma prévia dos dois primeiros episódios serem exibidos em 19 de outubro de 2013 pelo Cartoon Network, a temporada teve sua estreia oficial nos Estados Unidos em 18 de janeiro de 2014.
No Brasil, estreou em 2 de março de 2015 no Cartoon Network Brasil. Em Portugal, a temporada também estreou em 2 de março de 2015 pelo canal Biggs.
| EP# | EP#   | Título em Português Título Original | Na transmissão | Na transmissão  |
| #   | #     | Título em Português Título Original | Japão          | Brasil          |
| --- | ----- | --- | -------------- | --------------- |
| 803 | X–001 | "Kalos, Onde Sonhos e Aventuras Começam! Estamos Na Região Kalos! O Início de sonhos e aventuras!" ""Karosu-chihō ni Yattekita! Yume to Bōken no Hajimari!!" (カロス地方にやってきた！夢と冒険のはじまり!!)"                       | 17/10/2013     | 2/03/2015       |
| 804 | X–002 | "Perseguição na Cidade de Lumiose! Mega Evolução e a Torre Prisma" ""Mega Shinka to Purizumu Tawā!" (メガシンカとプリズムタワー！)"                                                                                                | 17/10/2013     | 3/03/2015       |
| 805 | X–003 | "Uma Batalha de Mobilidade Aérea! Keromatsu VS Yayakoma! A Batalha Aérea!!" ""Keromatsu Bui Esu Yayakoma! Kūchūkidō" (ケロマツVSヤヤコマ！空中機動バトル!!)"                                                                       | 24/10/2013     | 4/03/2015       |
| 806 | X–004 | "Uma Amizade Chocantemente Fofa! Pikachu e Dedenne! Bochechas fofas!!" ""Pikachū to Dedenne! Hoppesurisuri!!" (ピカチュウとデデンネ！ほっぺすりすり!!)"                                                                            | 31/10/2013     | 5/03/2015       |
| 807 | X–005 | "Uma Tempestuosa Batalha no Ginásio de Santalune! O Ginásio de Batalha Hakudan! A Magnífica Dança de Batalha de Vivillon!!" ""Hakudan Jimu Sen! Kareinaru Bibiyon no Mai Batoru!!" (ハクダンジム戦！華麗なるビビヨンの舞バトル!!)" | 7/11/2013      | 6/03/2015       |
| 808 | X–006 | "Batalhando em Gelo Fino! A Partida de Gelo! Pikachu vs Vivillon!" ""Hyōjō Kessen! Pikachū Tai Bibiyon!!" (氷上決戦！ピカチュウVSビビヨン!!)"                                                                                      | 14/11/2013     | 9/03/2015       |
| 809 | X–007 | "Caçada na Corrida de Rhyhorn! Deixar com a Serena? A Corrida dos Sihorn" ""Serena ni Omakase? Gekisō Saihōn resu" (セレナにおまかせ?激走サイホーンレース)"                                                                        | 21/11/2013     | 10/03/2015      |
| 810 | X–008 | "Tosando Furfrou! Pokémon Trimmer e Torimian!" ""Pokemon Torima para Torimian!" (ポケモントリマーとトリミアン!)" | 28/11/2013     | 11/03/2015      |
| 811 | X–009 | "Clement Tem Um Segredo Captura no Ginásio Miare! O Secredo de Citron!!" ""Miare Jimu Kōryaku! Shitoron no Himitsu!!" (ミアレジム攻略！シトロンの秘密!!)"                                                                          | 5/12/2013      | 12/03/2015      |
| 812 | X–010 | "Loucura de Mega-Mega Meowth! Harimaron vs. Mega Mega Nyarth!!" ""Harimaron VS Mega Mega Nyāsu!!" (ハリマロンVSメガメガニャース!!)"                                                                                                | 12/12/2013     | 13/03/2015      |
| 813 | X–011 | "A Floresta de Bambus! A Floresta da perseguição de bambu! Yancham e Goronda!" ""Chikurin no Tsuiseki! Yanchamu to Goronda!!" (竹林の追跡！ヤンチャムとゴロンダ!!)"                                                                | 19/12/2013     | 16/03/2015      |
| 814 | X–012 | "Como Pegar Um Contrabandista Pokémon! Capturar o Pokémon Comprador! O Plano de Representação Kofūrai!" ""Pokemon Baiyā wo tsukamero! Kofūrai Gisō Sakusen! !" (ポケモンバイヤーを捕まえろ！コフーライ偽装作戦！！)"               | 9/01/2014      | 17/03/2015      |
| 815 | X–013 | "Caos no Jardim de Infância! Nymphia VS Keromatsu! Grande Comoção no jardim de infância!" ""Ninfia VS Keromatsu! Yōchien wa Sai Sawagi!!" (ニンフィアVSケロマツ！幼稚園は大さわぎ！！)"                                            | 16/01/2014     | 18/03/2015      |
| 816 | X–014 | "Buscando Abrigo da Tempestade! A Proteção da chuva Misteriosa! Nyasper está olhando!" ""Bukimi na Amayadori! Nyasupā wa Miteita!!" (ぶきみな雨宿り！ニャスパーは見ていた!!)"                                                      | 30/01/2014     | 19/03/2015      |
| 817 | X–015 | "Fome de Batalha! Harimaron vs Mafoxy! A Batalha da dieta?" ""Harimaron Bui Esu Mafokushī! Daietto Batoru!?" (ハリマロンVSマフォクシー！ダイエットバトル！？)"                                                                     | 6/02/2014      | 20/03/2015      |
| 818 | X–016 | "Uma Troca Eletrizante! Dedenne é Pichu e Pichu é o Dedenne?" ""Dedenne ga Pichū de Pichū ga Dedenne de...!?" (デデンネがピチューでピチューがデデンネで…!?)"                                                                       | 13/02/2014     | 23/03/2015      |
| 819 | X–017 | "Um Surto de Sabedoria Ninja! Keromatsu vs. Gekogashira! Batalha Ninja!!" ""Keromatsu tai Gekogashira! Ninja Batoru!!" (ケロマツ対ゲコガシラ！忍者バトル!!)"                                                                       | 20/02/2014     | 24/03/2015      |
| 820 | X–018 | "Despertando o Gigante Adormecido! Acorde Kabigon! A batalha no Palácio Parfum!" ""Kabigon o Okose! Parufamu Kyūden de Batoru Desu!!" (カビゴンを起こせ！パルファム宮殿でバトルです!!)"                                            | 27/02/2014     | 25/03/2015      |
| 821 | X–019 | "Uma Conspiração Para Conquistar! A conspiração de Madame X! O Calamanero do Medo!" ""Madamu Ekkusu no Inbō! Kyōfu no Karamanero!!" (マダムＸの陰謀！恐怖のカラマネロ!!)"                                                          | 13/03/2014     | 26/03/2015      |
| 822 | X–020 | "Batalhando Por Títulos no Castelo! Desafio de batalha Chateau! Viola vs Zakuro!" ""Chōsen Batoru Shatō! Biora Bui Esu Zakuro!!" (挑戦バトルシャトー！ビオラVSザクロ!!)"                                                           | 20/03/2014     | 27/03/2015      |
| 823 | X–021 | "Uma Pokévisão do Futuro! É um Estréia! Serena e Fokko no PokéVision!" ""Debyū desu! Serena to Fokko de Pokebijon!!" (デビューです！セレナとフォッコでポケビジョン!!)"                                                             | 27/03/2014     | 30/03/2015      |
| -   | X–OVA | "A Poderosa Mega Evolução: Ato I" ""Saikyō Megashinka ~Act I~" (最強メガシンカ～ActⅠ～)" | 3/04/2014      | Não foi exibido |
| 824 | X–022 | "Atrás do Ouro! Capture o Koiking Dourado!" ""Ōgon no Koikingu o Tsuriagero!!~" (黄金のコイキングを釣り上げろ!!)" | 10/04/2014     | 5/01/2016       |
| 825 | X–023 | "De Volta para o Frio! Os Laços Aurora! Amarus e Amaruruga!" ""Ōrora no Kizuna! Amarurusu to Amaruruga!!~" (オーロラの絆！アマルスとアマルルガ!!)"                                                                                 | 17/04/2014     | 1/04/2015       |
| 826 | X–024 | "Um lugar Subaquático para se chamar de lar! O Castelo sob o Mar! Kuzumo e Dramidoro!!" ""Kaitei no Shiro! Kuzumō to Doramidoro!!~" (海底の城！クズモーとドラミドロ!!)"                                                            | 20/11/2014     | 5/08/2015       |
| 827 | X–025 | "Escalando as Paredes! Batalha no Ginásio Shoyo! Pikachu vs. Chigoras!!" ""Shouyou Jimu-sen! Pikachū tai Chigorasu!!" (ショウヨウジム戦！ピカチュウ対チゴラス！！)"                                                                | 24/04/2014     | 2/04/2015       |
| 828 | X–026 | "Um Doce de Batalha! Peroppafu e Peroream!! Uma Doce Batalha Que Não É Tão Doce!?" ""Peroppafu to Perorīmu!! Amai Tatakai wa Amakunai!?" (ペロッパフとペロリーム！！甘い戦いはあまくない！？)"                                     | 15/05/2014     | 3/04/2015       |
| 829 | X–027 | "Em Busca de uma Flor-Fada! Flabébé e a Flor Fada!" ""Furabebe to Yōsei no Hana" (フラベベと妖精の花！)" | 22/05/2014     | 6/04/2015       |
| 830 | X–028 | "Os Elos da Evolução! A Campeã Carnet Aparece! Mega Sirknight na Névoa!" ""Chanpion Karune Tōjō! Kiri no Naka no Mega Sānaito!!" (チャンピオン・カルネ登場！霧の中のメガサーナイト！！)"                                           | 29/05/2014     | 7/04/2015       |
| 831 | X–029 | "Heróis Amigos ou Inimigos? Que entre o falso Satoshi!" ""Jajān! Nise Satoshi Arawareru!!" (ジャジャーン！ニセ サトシ現る！！)" | 29/05/2014     | 8/04/2015       |
| 832 | X–030 | "Mega Revelações! Koruni e Lucario! Os Segredos da Mega Evolução!!" ""Koruni to Rukario! Megashinka no Himitsu!!" (コルニとルカリオ！メガシンカの秘密!!)"                                                                          | 29/05/2014     | 9/04/2015       |
| 833 | X–031 | "A Caverna das Provações! Lucario VS Bashāmo! A Caverna do Julgamento!!" ""Rukario Tai Bashāmo! Shiren no Dōkutsu!!" (ルカリオＶＳバシャーモ！試練の洞窟!!)"                                                                       | 5/06/2014      | 10/04/2015      |
| 834 | X–032 | "Uma Aura Furiosa! Mega Lucario VS Mega Lucario! As Tempestades de Auras!!" ""Mega Rukario Tai Mega Rukario! Hadō no Arashi!!" (メガルカリオ対メガルカリオ！波導の嵐!!)"                                                           | 12/06/2014     | 13/04/2015      |
| 835 | X–033 | "Um Chamado Além da Aura! O Chamado fora de seu coração! Além da Aura!" ""Yobiau Kokoro! Hadō no Mukō e!!" (呼び合う心！波導のむこうへ!!)"                                                                                         | 19/06/2014     | 14/04/2015      |
| 836 | X–034 | "Os Elos da Mega Evolução! Mega Lucario VS Mega Kucheat! Os Laços da Mega Evolução!" ""Mega Rukario Tai Mega Kuchīto! Megashinka no Kizuna!!" (メガルカリオ対メガクチート！メガシンカの絆!!)"                                      | 3/07/2014      | 15/04/2015      |
| 837 | X–035 | "O Campeão da Floresta! O Campeão da Floresta! Luchabull Aparece!!" ""Mori no Chanpion! Ruchaburu Tōjō!"(森のチャンピオン！ルチャブル登場！！)"                                                                                    | 10/07/2014     | 16/04/2015      |
| 838 | X–036 | "Batalhas no Céu! A Batalha Aérea!? Luchabull VS Fiarrow!!" ""Sukai Batoru!? Ruchaburu Tai Faiarō!!"(スカイバトル！？ルチャブル対ファイアロー！！)"                                                                                | 24/07/2014     | 17/04/2015      |
| 839 | X–037 | "A Caverna dos Espelhos! O Reflexo da Caverna! Satoshi do Mundo dos Espelhos e Satoshi!?" ""Utsushimi no Dōkutsu! Kagami no Kuni no Satoshi to Satoshi!?"(うつしみの洞窟！鏡の国のサトシとサトシ！？)"                             | 31/07/2014     | 20/04/2015      |
| 840 | X–038 | "Forjando Amizades na Floresta! O Contorcer da Floresta de Ohrot!" ""Ugomeku Mori no Ōrotto!"(蠢く森のオーロット！)" | 7/08/2014      | 21/04/2015      |
| 841 | X–039 | "Verão de Descoberta! O Acampamento de Verão Pokémon! O Trio Rival Aparece!!" ""Pokemon Samā Kyanpu! Raibaru Sanningumi Tōjō!!"(ポケモン・サマーキャンプ！ライバル三人組登場!!)"                                                   | 14/08/2014     | 22/04/2015      |
| 842 | X–040 | "Sucessos do Terceiro Dia! Confronto PokéVision! Serena VS Sana!!" ""Serena Bui Esu Sana! Pokebijon Taiketsu!!"(セレナＶＳサナ！ポケビジョン対決!!)"                                                                               | 21/08/2014     | 23/04/2015      |
| 843 | X–041 | "A Orientação Pokémon Nebulosa! Poké-entrada! O X na névoa!!" ""Chīmu Batoru! Dentōiri Kessen!!"(チームバトル！殿堂入り決戦!!)" | 28/08/2014     | 24/04/2015      |
| 844 | X–042 | "Batalhando Pelo Hall da Fama! Batalha em equipe! A Partida da Sala da Fama!!" ""Chīmu Batoru! Dentōiri Kessen!!"(チームバトル！殿堂入り決戦!!)"                                                                                   | 4/09/2014      | 27/04/2015      |
| 845 | X–043 | "Origens da Mega Evolução! A Torre Maestra! A História da Mega Evolução!!" ""Masutā Tawā! Megashinka no Rekishi!!"(マスタータワー！メガシンカの歴史！！)"                                                                          | 18/09/2014     | 28/04/2015      |
| 846 | X–044 | "Confronto no Ginásio de Shalour! Batalha no Ginásio Shara! Pikachu VS Mega Lucario!!" ""Shara Jimu Sen! Pikachū Bui Esu Mega Rukario!!"(シャラジム戦！ピカチュウVSメガルカリオ！！)"                                              | 24/09/2014     | 29/04/2015      |
| 847 | X–045 | "Herdeiros Rivais! Citron Contra Eureka!? A Batalha dos Irmãos pelo Nyaonix!!" ""Shitoron Tai Yurīka!? Nyaonikusu de Kyōdai Batoru!!"(シトロン対ユリーカ！？ニャオニクスできょうだいバトル！！)"                                   | 2/10/2014      | 30/04/2015      |
| 848 | X–046 | "Trapalhadas que Acalmam o Caos! O Pukurin Desajeitado VS Berserk Bohmander!!" ""Dojikko Pukurin Bui Esu Bōsō Bōmanda!!"(どじっこプクリンVS暴走ボーマンダ！！)"                                                                    | 9/10/2014      | 1/05/2015       |
| 849 | X–047 | "Sonhando um Sonho de Performer! Primeira captura de Serena!? Yancham vs. Fokko!!" ""Serena, Hatsu Getto!? Yanchamu Bui Esu Fokko!!"(セレナ、初ゲット！？ヤンチャムVSフォッコ！！)"                                                | 16/10/2014     | 4/05/2015       |
| 850 | X–048 | "Reencontro no Campus! Memórias no Campus de Citron! A Reunião de Choque!!" ""Shitoron, Omoide no Kyanpasu! Dengeki no Saikai!!"(シトロン、想い出のキャンパス！電撃の再会！！)"                                                    | 23/10/2014     | 5/05/2015       |
| 851 | X–049 | "Bonnie para Defesa! Envie os protetores de Laplace! Dê o seu melhor Eureka!!" ""Shutsudō Rapurasu Bōeitai! Yurīka Ganbaru!!"(出動ラプラス防衛隊！ユリーカがんばる！！)"                                                           | 30/10/2014     | 6/05/2015       |

### 18ª Temporada (Pokémon XY: Desafios em Kalos)
Pokémon XY: Kalos Quest (Brasil: Pokémon: A Série XY 2 / Portugal: Pokémon A Série XY: Desafio em Kalos), é a décima oitava temporada do anime Pokémon, e a segunda temporada de Pokémon the Series: XY. Bem em sua jornada através da Região Kalos, Ash Ketchum e seus amigos continuam buscando os ginásios Pokémon para a sua ambição de entrar na Liga de Kalos. Ao mesmo tempo, Serena começa a sua meta de se tornar um Performer Pokémon em seu pleno direito.
A temporada estreou no Japão em 6 de novembro de 2014 na TV Tokyo. A temporada estreou nos Estados Unidos em 7 de fevereiro de 2015, no Cartoon Network.
No Brasil, a temporada estreou em 3 de agosto de 2015 pelo canal Cartoon Network Brasil. Em 21 de dezembro de 2015, estreou em Portugal pelo canal Biggs.
| EP#  | EP#   | Título em Português Título Original | Na transmissão | Na transmissão  |
| #    | #     | Título em Português Título Original | Japão          | Brasil          |
| ---- | ----- | --- | -------------- | --------------- |
| 9000 | X–1   | "A Poderosa Mega Evolução: Ato II" "Saikyō Mega Shinka ~Act II~" (最強メガシンカ～Act Ⅱ～)" | 06/11/2014     | Não foi exibido |
| 859  | X–050 | "Caminhos para a Parceria de Apresentação!" "Vá dançar Yancham! Vá com encanto Fokko! Um passo para o futuro!!" "Odore Yanchamu, Misero Fokko! Ashita e no Suteppu!!"(踊れヤンチャム、魅せろフォッコ！明日へのステップ！！)"                 | 13/11/2014     | 03/08/2015      |
| 860  | X–051 | "Quando Luz e Sombra Colidem!" "Luchabull e Dark Luchabull!" "Ruchaburu to Dāku Ruchaburu!"(ルチャブルとダークルチャブル！)" | 27/11/2014     | 04/08/2015      |
| 861  | X–052 | "Um Ninja Furtivo!" "Arte Ninja Aparece! Gekogashira VS Gamenodesu!" "Ninpō Taiketsu! Gekogashira Tai Gamenodesu!!"(忍法対決！ゲコガシラ対ガメノデス！！)"                                                                                   | 11/12/2014     | 10/08/2015      |
| 862  | X–053 | "Uma Corrida para Casa!" "Serena está séria! A corrida rápida do Meecle!" "Serena no Honki! Gekisō Mēkuru Rēsu!"(セレナの本気！激走メェークルレース！)"                                                                                      | 18/12/2014     | 06/08//2015     |
| 863  | X–054 | "Enfrentando o Grande Plano" "Calamanero vs. Maaikai! Os laços que salvaram o mundo!!" "Karamanero Tai Māīka! Kizuna wa Sekai o Sukuu!!"(カラマネロ対マーイーカ！絆は世界を救う！！)"                                                        | 25/12/2014     | 11/08/2015      |
| 864  | X–055 | "Um Encontro Escorregadio" "O mais fraco dragão!? Numera Aparece!!" "Saijaku no Doragon!? Numera Tōjō!!"(最弱のドラゴン！？ヌメラ登場！！)"                                                                                                  | 08/01/2015     | 12/08/2015      |
| 865  | X–056 | "Ponto Para o Goomy!" "Dê o seu melhor Dedenne! Por Numera!!" "Dedenne Ganbaru! Numera no Tame ni!!"(デデンネがんばる！ヌメラのために！！)"                                                                                                  | 15/01/2015     | 13/08/2015      |
| 866  | X–057 | "Pânico Congelado!" "O pânico de Vanipeti! Frio apavorante por uma nuvem congelante!!" "Baniputchi Panikku! Howaitoauto wa Kōrigōri!!"(バニプッチ・パニック！ホワイトアウトはこおりごおり！！)"                                              | 22/01/2015     | 17/08/2015      |
| 867  | X–058 | "Os Tipos Planta Verdes de Casa!" "Batalha no Ginásio Hiyoku! Gekogashira VS Gogoat!!" "Hiyoku Jimu Sen! Gekogashira Bui Esu Gōgōto!"(ヒヨクジム戦！ゲコガシラVSゴーゴート！！)"                                                             | 29/01/2015     | 18/08/2015      |
| 868  | X–059 | "Sob a Árvore do Juramento!" "O Primeiro Encontro de Satoshi e Serena!? Os presentes e a Árvore das Promessas!!" "Satoshi to Serena Hatsu Dēto!? Chikai no Ki to Purezento!!"(サトシとセレナ初デート！？誓いの樹とプレゼント！！)"           | 05/02/2015     | 19/08/2015      |
| 869  | X–060 | "Estreando Na Exibição!" "Objetivo de se Tornar a Rainha de Kalos! A Grande Estréia de Serena!" "Mezase Karos Kwīn! Serena, Debyū Desu!!"(目指せカロスクィーン！セレナ、デビューです！！)"                                                   | 12/02/2015     | 20/08/2015      |
| 870  | X–061 | "Um Oásis de Esperança!" "Duelo no campo Selvagem! Dê o seu melhor Numera!!" "Kōya no Ketto! Tatakae Numera!!"(荒野の決闘!戦えヌメラ！！)"                                                                                                   | 19/02/2015     | 24/08/2015      |
| 871  | X–062 | "O Futuro Chegou, Graças a Determinação!" "Proteja o Futuro da Ciência! O labirinto da eletricidade!!" "Saiensu no Mirai o Mamore! Denki no Meikyū!!"(サイエンスの未来を守れ！電気の迷宮！！)"                                               | 26/02/2015     | 25/08/2015      |
| 872  | X–063 | "A Encruzilhada! Seguindo Caminhos Separados!" "Em uma bifurcação, quem dirá adeus?! Musashi e Sonansu!!" "Mayoimichi Wakaremichi!? Musashi to Sōnansu!!"(迷い道は分かれ道！？ムサシとソーナンス！！)"                                       | 05/03/2015     | 26/08/2015      |
| 873  | X–064 | "Batalhando Com Elegância e um Grande Sorriso!" "Fokko VS Mahoxy! A Esplêndida Batalha de Performer!!" "Fokko VS Mafokushī! Karei Naru Pafōmansu Batoru!!"(はフォッコVSマフォクシー！華麗なるパフォーマンスバトル！！)"                      | 12/03/2015     | 27/08/2015      |
| 9001 | X–2   | "A Poderosa Mega Evolução: Ato III" "Saikyō Mega Shinka ~Act III~" (最強メガシンカ～Act ⅡI～)" | 19/03/2015     | Não foi exibido |
| 874  | X–065 | "Bons Amigos, Grandes Treinos!" "Surgem Kameil e Raichu! Dê o seu melhor Numeil!!" "Kamēru, Raichuu Tōjō! Numeiru Ganbaru!!"(カメール、ライチュウ登場！ヌメイルがんばる！！)"                                                                | 26/03/2015     | 5/10/2015       |
| 875  | X–066 | "Confrontando as Sombras!" "Investigação na cidade Miare! Citroid vs. Black Citroid!!" "Miare Shiti Sōsasen! Shitoroido tai Burakku Shitoroido!!"(ミアレシティ走査線！シトロイド対ブラック・シトロイド！！)"                                 | 02/04/2015     | 6/10/2015       |
| 876  | X–067 | "O Momento da Verdade em Lumiose!" "Batalha no ginásio Miare! Satoshi VS Citron!!" "Miare Jimu Sen! Satoshi VS Shitoron!!"(ミアレジム戦！サトシVSシトロン！！)"                                                                              | 09/04/2015     | 7/10/2015       |
| 877  | X–068 | "O Mega Elo de Garchomp!" "O desejo da Mega Evolução! Os laços de Gaburias!!" "Neraware ta Megashinka! Gaburiasu no Kizuna!!"(狙われたメガシンカ！ガブリアスの絆！！)"                                                                       | 16/04/2015     | 8/10/2015       |
| 878  | X–069 | "Defendendo a Terra Natal!" "Batalha no Pantanal! Numelgon VS Florges!!" "Shicchi tai no Tatakai! Numerugon tai Furājesu!!"(湿地帯の戦い！ヌメルゴン対フラージェス！！)"                                                                     | 23/04/2015     | 12/10/2015      |
| 879  | X–070 | "Além do Arco-Íris!" "Conclusão! Numelgon vá além do Arco-Íris!!" "Kecchaku! Numerugon Niji no Kanata e!!"(決着！ヌメルゴン虹の彼方へ！！)"                                                                                                  | 30/04/2015     | 13/10/2015      |
| 880  | X–071 | "Então, Você Está Tendo um Dia Ruím?!" "A Pior Sorte? Eureka e Nyarth!!" "Unsei Saiaku? Yurīka tai Nyāsu!!"(運勢最悪? ユリーカ対ニャース！！)"                                                                                               | 07/05/2015     | 14/10/2015      |
| 881  | X–072 | "Hospitalidade Assombrada!" "Hospitalidade da Casa Assustadora!" "Kowaiie no Omotenashi!"(こわいイエのおもてなし！)" | 14/05/2015     | 15/10/2015      |
| 882  | X–073 | "Uma Batalha Elegante!" "Batalha de Show de Beleza! Tatsubay VS Shushupu!!" "Fasshonshō de Batoru desu! Tatsubei VS Shushupu!!"(ファッションショーでバトルです！タツベイVSシュシュプ！！)"                                                   | 21/05/2015     | 29/02/2016      |
| 883  | X–074 | "Truques do Tipo-Fada!" "Batalha no Ginásio Kunoe! Armadilhas da explendurosa tipo fada!!" "Kunoe Jimu Sen! Utsukushiki Fearī no Wana!!"(クノエジム戦！美しきフェアリーの罠！！)"                                                            | 28/05/2015     | 1/03/2016       |
| 884  | X–075 | "Rivais: Hoje e Amanhã!" "Batalha de Três Rodadas entre Rivais! Rumo ao Futuro!!" "Raibaru Batoru San hon Shōbu! Ashita ni Mukatte!!"(ライバルバトル３本勝負！ 明日に向かって！！)"                                                          | 04/06/2015     | 2/03/2016       |
| 885  | X–076 | "Para o Alto, Mas Não Muito Avante!" Vento, o Ovo e Onbat!" "Kaze to Tamago to Onbatto!"(風とタマゴとオンバット！)" | 11/06/2015     | 3/03/2016       |
| 886  | X–077 | "Revezamento no Céu!" O desafio de revezamento Pokémon do céu! Voe, Onbat !!" "Chōsen Pokemon Sukai Rirē! Tobe, Onbatto!!"(挑戦ポケモンスカイリレー！飛べ、オンバット！！)"                                                                  | 18/06/2015     | 7/03/2016       |
| 887  | X–078 | "Luzes! Câmera! Pikachu!" Pikachu é um Astro?! O Estrelado nos Filmes!!" "Pikachu Becomes a Star!? It's Movie Debut!!"(ピカチュウはスター！？ 映画デビュー！！)"                                                                             | 18/06/2015     | 24/05/2016      |
| 888  | X–079 | "Um Fiasco na Fábrica!" Batalha feroz na Fábrica de Monster Ball! Pikachu VS Nyarth !!" "Gekitō Monsutā Bōru Kōjō! Pikachuu VS Nyāsu!!"(激闘モンスターボール工場！ピカチュウVSニャース！！)"                                                 | 25/06/2015     | 8/03/2016       |
| 889  | X–080 | "Apresentando-se Com um Charme Impetuoso!" Tairenar e Yancham!! O ardente desempenho cativante!!" "Tērunā to Yanchamu!! Misero Honoo no Pafōmansu!!"(テールナーとヤンチャム！！魅せろ炎のパフォーマンス！！)"                                | 02/07/2015     | 9/03/2016       |
| 890  | X–081 | "O Desejo do Rotom!! " Satoshi pula através do tempo! O Desejo do Rotom!!" "Toki o Kakeru Satoshi! Rotomu no Negai!!"(時をかけるサトシ！ロトムの願い！！)"                                                                                   | 09/07/2015     | 10/03/2016      |
| 891  | X–082 | "Um Festival de Trocas! Um Adeus no Festival?" O Festival Pumpjin! Adeus, Bakeccha!?" "Panpujin Fesutibaru! Sayonara Bakeccha!?"(パンプジンフェスティバル！さよならバケッチャ！?)"                                                           | 23/07/2015     | 14/03/2016      |
| 892  | X–083 | "Sobre a Montanha de Neve!" Cruze as Montanhas da Neve! Mammoo e Yukinooh!!" "Yukiyama o Koete! Manmū to Yukino ō!!"(雪山をこえて！マンムーとユキノオー！！)"                                                                                | 30/07/2015     | 15/03/2016      |
| 893  | X–084 | "Aventuras Fazendo Tarefas!" Harimaron! Sua Primeira Missão!" "Harimaron! Hajimete no o Tsukai!!"(ハリマロン ！はじめてのつかい！！)" | 13/08/2015     | 13/04/2016      |
| 894  | X–085 | "Revitalizando um Espirito Enfraquecido!" Um Galho Quebrado e Um Coração Partido! Os Fortes Sentimentos de Tairenar!!" "Ore ta sae Ore ta Kokoro! Tērunā no Tsuyoki Omoi!!"(折れた小枝、折れた心！テールナーの強い思い！！)"                 | 20/08/2015     | 16/03/2016      |
| 895  | X–086 | "Uma Missão Fotográfica Lendária!" Fire em Chamas! Fotografe a Lenda!" "Shattā Chansu wa Faiyā! Densetsu o Tore!!"(シャッターチャンスはファイヤー ！伝説を撮れ！！)"                                                                         | 27/08/2015     | 21/03/2016      |
| 896  | X–087 | "A Pequena Cuidadora!" Os cuidados de Eureka! O mimado Chigoras!!" "Yurīka Osewa desu! Amaenbō no Chigorasu!!"(ユリーカお世話です！甘えん坊のチゴラス！！)"                                                                                  | 10/09/2015     | 22/03/2016      |
| 897  | X–088 | "Viagem Pelo Túnel do Tempo!" Memórias no trem! Citron e Horubee!!" "Tsuioku no Torein! Shitoron to Horubī!!"(追憶のトレイン！シトロンとホルビー！！)"                                                                                       | 17/09/2015     | 23/03/2016      |
| 898  | X–089 | "Um Achado Surpreendente Nas Flores!" O Eevee é muito tímido entre os estranhos!? Captura no Jardim Floral!!" "ībui wa Hito Mishiri!? Ohanabatake de Tsukamae te!!"(イーブイはひとみしり！？お花畑でつかまえて！！)"                         | 24/09/2015     | 24/03/2016      |
| 899  | X–090 | "Inspiração de Batalha de Dupla!" A Batalha é uma marca de Batalha da Amizade! Eevee batalha pela primeira vez!!" "Taggu batoru wa Yūjō Batoru! ībui Hatsu Sansen!!"(タッグバトルは友情バトル！イーブイ初参戦！！)"                          | 1/10/2015      | 25/05/2016      |
| 900  | X–091 | "Um Pop Quiz de Performance!" A dança feliz vem após o Teste!? O Torneio Tri-Pokaron de Hyakkoku!!" "Happī Dansu wa Kuizu no Ato de!? Toraipokaron Hyakkoku Taikai!!"(ハッピーダンスはクイズのあとで！？トライポカロン・ヒャッコク大会！！)" | 8/10/2015      | 26/05/2016      |
| 901  | X–092 | "Destino Enevoado, Futuro Brilhante!" A crise no Kalos! A Batalha no Giant Sundial!!" "Karosu no Kiki! Kyodai Hidokei no Tatakai!!"(カロスの危機！巨大日時計の戦い！！)"                                                                     | 15/10/2015     | 30/05/2016      |
| 902  | X–093 | "Todos Olhando Para o Futuro!" A batalha dupla no Ginásio Hyakkoku! Gojika da Visão do Futuro!!" "Hyakkokujimu no Daburu Batoru! Gojika no Mirai Yochi!!"(ヒャッコクジムのダブルバトル！ゴジカの未来予知!!)"                                 | 22/10/2015     | 31/05/2016      |

### 19ª Temporada (Pokémon: XYZ)
Pokémon: XY&Z (Pokémon, a Série XYZ (título em Portugal) ou Pokémon: A Série XYZ (título no Brasil)), originalmente conhecida no Japão como Pocket Monsters: XY&Z (ポケットモンスターエックスワイ　アンド　ゼット, Poketto Monsutā Ekkusu Wai ando Zetto), é a décima nona temporada do anime Pokémon, e a terceira temporada de Pokémon the Series: XY. Nela vemos a evolução do Frogadier de Ash, a aparição do Team Flare e as formas de Zygarde, além da possível volta de Sawyer da região de  Hoenn, a evolução de Sceptile e o encontro de Ash e Alain.
A temporada estreou no Japão em 29 de outubro de 2015 na TV Tokyo. A temporada estreou nos Estados Unidos em 20 de fevereiro de 2016, no Cartoon Network.
No Brasil, foram exibidos os dois primeiros episódios no site oficial da franquia e no aplicativo celular Pokémon TV em 12 de maio de 2016. Foi exibido, a pré-estreia, com dois primeiros episódios em 12 e 13 de agosto de 2016 e foi exibido regularmente, a partir do primeiro episódio em 15 de agosto de 2016 no Cartoon Network Brasil. Em Portugal, foi exibido em 17 de outubro de 2016, no Canal Biggs.
| EP#  | EP#   | Título em Português Título Original | Na transmissão | Na transmissão |
| #    | #     | Título em Português Título Original | Japão          | Brasil         |
| ---- | ----- | --- | -------------- | -------------- |
| 9002 | X–OVA | "A Poderosa Mega Evolução: Ato IV" "Saikyō Mega Shinka ~Act IV~" (最強メガシンカ～Act IV～)" | 29/10/2015     | Não exibido    |
| 904  | XY–1  | "Do A ao Z!" "O nascimento explosivo de Z! O que espreita em Kalos!!" "Z Sakeru Itsuwaru！Karosu ni Hisomu Mono!!" (Z爆誕！カロスに潜む者！！)"                                                                         | 29/10/2015     | 15/08/2016     |
| 905  | XY–2  | "Se o Amor Bater, Eevee vai Correr!" "Hariborg de sangue quente! Puni-chan está sendo alvo!!" "Nekketsu Haribōgu! Nerawareta Puni-chan!!" (熱血ハリボーグ！狙われたプニちゃん！！)"                                     | 5/11/2015      | 16/08/2016     |
| 906  | XY–3  | "Uma Batalha Gigante com Mega Resultados!" "Tabunne VS Giga Giga Nyarth!!" "Mega Tabunne VS Giga Giga Nyāsu!!" (メガタブンネVSギガギガニャース！！)"                                                                    | 12/11/2015     | 17/08/2016     |
| 907  | XY–4  | "Um Impetuoso Rito de Passagem!" "Shishiko e Kaenjishi! A partida ardente!!" "Shishiko to Kaenjishi! Honō no tabidachi!!" (シシコとカエンジシ！炎の旅立ち！！)"                                                         | 19/11/2015     | 18/08/2016     |
| 908  | XY–5  | "Sonhe um Sonho por Mim!" "Pikachu sonha com Puni-chan!" "Pikachu, Puni-chan no yume wo miru!" (ピカチュウ、プニちゃんの夢を見る！)"                                                                                    | 26/11/2015     | 22/08/2016     |
| 909  | XY–6  | "A Lenda do Herói Ninja!" "Bem-vindo a Vila Ninja! A lenda do Gekkouga heroico!!" "Ninja Mura e yōkoso! Hiroikku Gekkouga no den!!" (忍者村へようこそ！ヒロイックゲッコウガの伝！！)"                                   | 3/12/2015      | 23/08/2016     |
| 910  | XY–7  | "Um Festival de Decisões!" "Batanha decisiva na Vila Ninja! Gekogashira VS Kirikizan!!" "Ninja-mura kessen! Gekogashira tai Kirikizan!!" (忍者村決戦！ゲコガシラ対キリキザン！！)"                                      | 10/12/2015     | 24/08/2016     |
| 911  | XY–8  | "Dança de Debutante!" "Dance, Eievui! Sua estréia Showcase Pokémon!!" "Odore Eievui! TriPokalon Debut!!" (踊れイーブイ！トライポカロン･デビュー！！)"                                                                   | 17/12/2015     | 25/08/2016     |
| 912  | XY–9  | "Encontro na Caverna Terminus!" "Caverna Terminus! O Mistério do Z é posta em movimento!!" "Tsui no Dōkutsu! Ugokidashita Z no Nazo!!" (ついの洞窟！動き出したZの謎！！)"                                               | 24/12/2015     | 19/09/2016     |
| 913  | XY–10 | "Conexão Celular!" "Eureka e Puni-chan!" "Yurīka to Puni-chan!" (ユリーカとプニちゃん！)" | 14/01/2016     | 20/09/2016     |
| 914  | XY–11 | "Um Encontro com o Vento" "Onbat e Floette! Um Encontro ao vento!!" "Onbatto to Furaette! Kaze no naka no meguriai!!" (オンバットとフラエッテ！風の中のめぐりあい！！)"                                                 | 21/01/2016     | 21/09/2016     |
| 915  | XY–12 | "Festa Dançante!" "Satoshi e Serena! Começa a festa de dança!!" "Satoshi to Serena! Dansu pāti de getto da ze!!" (サトシとセレナ！ダンスパーティでゲットだぜ！！)"                                                      | 28/01/2016     | 22/09/2016     |
| 916  | XY–13 | "Um Encontro de Dois Caminhos!" "A mais poderosa Mega Batalha! Gekkouga VS Mega Lizardon!!" "Saikyou mega batoru! Gekkouga VS Mega Rizadon!! (最強メガバトル！ゲッコウガＶＳメガリザードン！！)"                        | 4/02/2016      | 26/09/2016     |
| 917  | XY–14 | "Uma Operação Explosiva!" "A Força Explosiva Terrestre! A Grande Captura de Zygarde em Ação!!" "Bakuretsu Gurando Fōsu! Jigarude hokaku dai sakusen!! (は爆裂グランドフォース！ジガルデ捕獲大作戦！！)"                 | 11/02/2016     | 27/09/2016     |
| 918  | XY–15 | "Precisando de Água" "O Brigarron desde o deserto! O Robôn que planta a árvore !!" "Kōya no Burigaron! Ki wo ueru Robon!! (爆裂グランドフォース！ジガルデ捕獲作戦！！)"                                                 | 18/02/2016     | 28/09/2016     |
| 919  | XY–16 | "As Escolhas da Classe Mestra!" "Uma prova de Classe Mestra! O que pensa em fazer Serena!?" "Masutā kurasu no shiren! dō suru Serena!? (マスタークラスの試練！どうするセレナ！？)"                                      | 25/02/2016     | 29/09/2016     |
| 920  | XY–17 | "Uma Raiva Elétrica!" "Thunder e Onvern! O relâmpago da fúria!!" "Sandā to Onbān! Ikari no raigeki!!" (サンダーとオンバーン！怒りの雷撃！！)"                                                                           | 3/03/2016      | 16/11/2016     |
| 921  | XY–18 | "Merecer Algum Respeito!" "Esquerda e direita! Coração de balanço do Kametete!!" "Refuto to raito! Yureru kokoro no Kametete!!" (レフトとライト！揺れる心のカメテテ！！)"                                               | 10/03/2016     | 17/11/2016     |
| 922  | XY–19 | "Classe Mestra Reunida!" "A Classe Mestra começa! Feroz luta de uma donzela onde as faíscas voam!!" "Masutā Kurasu kaimaku! Hibana chiru otome no gekitō!!" (マスタークラス開幕！火花散る乙女の激闘！！)"               | 17/03/2016     | 21/11/2016     |
| 923  | XY–20 | "Criando um Caminho Para o Futuro!" "Elle VS Serena! Abram a porta para o futuro!!" "Eru VS Serena! Ake mirai e no tobira!!" (エルVSセレナ！開け未来への扉！！)"                                                        | 24/03/2016     | 22/11/2016     |
| 924  | XY–21 | "A Pessoa Perfeita?" "A Noiva de Citron!? A Crise de S il-Vous-Plaît de Eureka!!" "Shitoron no hanayome!? Yurīka no Shiru-bu-pure panikku!!" (シトロンの花嫁！？ユリーカのシルブプレパニック！！)"                      | 7/04/2016      | 23/11/2016     |
| 925  | XY–22 | "Batalhando no Volume Máximo!" "Serena se Torna Satoshi! O Maior Empate de Pikachu!!" "Serena, Satoshi ni naru! Saikyō Pikachū taiketsu!!" (セレナ、サトシになる！最強ピカチュウ対決！！)"                              | 14/04/2016     | 24/11/2016     |
| 926  | XY–23 | "O Teste de Sincronismo!" "Satoshi e Alan! Greninja VS Mega Charizard Novamente!!" "Satoshi to Aran! Gekkouga VS Mega Rizādon futatabi!!" (サトシとアラン！ゲッコウガＶＳメガリザードンふたたび！！)"                   | 21/04/2016     | 28/11/2016     |
| 927  | XY–24 | "Fazendo amigos e influenciando vilões!" "A Maldição da Floresta e o Phantump Branco!" "Mori no noroi to shiroi Bokurē!" (森の呪いと白いボクレー！)"                                                                    | 28/04/2016     | 29/11/2016     |
| 928  | XY–25 | "Patrocinando uma Batalha de Pesquisas!" "Satoshi Contra a Champion Carnet! VS Mega Gardevoir!!" "Satoshi tai chanpion Karune! VS Megasānaito!!" (サトシ対チャンピオン・カルネ！VSメガサーナイト！！)"                  | 5/05/2016      | 16/02/2017     |
| 929  | XY–26 | "Batalha Surpresa com Força Total!" "Confronto de Rivais! Satoshi VS Shouta!!" "Raibaru taiketsu! Satoshi VS Shōta!!" (ライバル対決！サトシVSショータ！！)"                                                             | 12/05/2016     | 6/02/2017      |
| 930  | XY–27 | "Chegamos ao Campo de Gelo!" "O Desafio de GYM de Eisetsu! Um Campo de Batalha de Gelo!!" "Eisetsujimu-sen! Kōri no batorufīrudo!!" (エイセツジム戦！氷のバトルフィールド！！)"                                         | 19/05/2016     | 7/02/2017      |
| 931  | XY–28 | "Vendo a Floresta pelas Árvores!" "A Floresta da Indecisão...A Alvorada da Evolução!" "Mayoi no Mori...Shinka no Yoake!" (迷いの森・・・進化の夜明け！)"                                                                | 26/05/2016     | 8/02/2017      |
| 932  | XY–29 | "Quebrando o Gelo!" "Satoshi-Greninja VS Mega Abomasnow! Ativar WATER SHURIKEN Gigante!!" "Satoshi-Gekkouga VS Mega Yukinō'o! Hatsudō kyodai mizu shuriken!!" (サトシゲッコウガVSメガユキノオー！発動巨大水手裏剣！！)" | 02/06/2016     | 9/02/2017      |
| 933  | XY–30 | "Um Diamante Bruto!" "Procurem pelos Carbink! Goodra e Dedenne!!" "(メレシーを探せ！ヌメルゴンとデデンネ！！)" | 09/06/2016     | 13/02/2017     |
| 934  | XY–31 | "O Festival de Engenhoca!" "O Explosivo Festival de Maquinários!!" "(爆熱の機巧（からくり）フェスティバル！！)" | 16/06/2016     | 14/02/2017     |
| 935  | XY–32 | "Sua Própria Liga!" "A Abertura de Kalos League! O Confronto de Mega Charizard - X Contra Y!!" "(カロスリーグ開幕！メガリザードン対決・X対Y！！)"                                                                       | 30/06/2016     | 15/02/2017     |
| 936  | XY–33 | "Uma Experiência Valiosa para Todos!" "Mega Sceptile Contra Raichu! Vou Levar Essa Experiência!!" "(メガジュカイン対ライチュウ！経験値いただきます！！)"                                                                | 07/07/2016     | 13/03/2017     |
| 937  | XY–34 | "Análises versus Paixão!" "Batalha Completa Na Semifinal! Satoshi Contra Shouta!!" "(準決勝フルバトル！サトシ対ショータ！！)"                                                                                           | 21/07/2016     | 14/03/2017     |
| 938  | XY–35 | "Uma Firme Rivalidade!" "Confronto Final De Rivais! Ash-Greninja VS Mega-Sceptile!" "(ライバル決戦！サトシゲッコウガVSメガジュカイン!)"                                                                                 | 28/07/2016     | 15/03/2017     |
| 939  | XY–36 | "Paixão da Liga Kalos com um certo charme!" "Confronto Final Na Kalos League! Receba Todos Os Meus Sentimentos Ardentes!!" "(激闘カロスリーグ!集え,すべての熱き想いよ!!)"                                               | 04/08/2016     | 16/03/2017     |
| 940  | XY–37 | "A Final é para os Fortes!" "Confronto Final! Satoshi contra Alan!!" "(でのリーグのフィナーレ！アラン対聡)" | 11/08/2016     | 20/03/2017     |
| 941  | XY–38 | "Um Final Ardente!" "A Vitória na Kalos League! O Combate Supremo de Satoshi!!" "(カロスリーグ優勝！サトシ頂上決戦！！)"                                                                                                | 18/08/2016     | 21/03/2017     |
| 942  | XY–39 | "Aquisição de uma Torre!" O Ataque Da Equipe Flare! Zygarde Na Torre Prisma!!" "Shōgeki Furea-dan! Purizumu tawā no Jigarude!!" (襲撃フレア団！プリズムタワーのジガルデ！！)"                                           | 25/08/2016     | 22/03/2017     |
| 943  | XY–40 | "Afastando-se dos seus sonhos!" Confronto de Zygarde contra Zygarde! Um Mundo Arruinado!!" "Shōgeki Jigarude tai Jigarude! Kowareyuku sekai!!" (衝撃ジガルデ対ジガルデ！壊れゆく世界！！)"                              | 01/09/2016     | 23/03/2017     |
| 944  | XY–41 | "O Herói Certo para o Trabalho Certo!" O Ataque Ao GYM De Miare! Para Sempre Citróide!!" "Totsugeki Miare Jimu! Shitoroido yo ēen ni!!" (突撃ミアレジム！シトロイドよ永遠に！！)"                                       | 08/09/2016     | 08/05/2017     |
| 945  | XY–42 | "Abalando as Defesas de Kalos!" O Megalito Avança! A Linha de Defesa de Kalos!" "Shingeki-suru kyoseki! Karosu bōēsen!!" (進撃する巨石！カロス防衛線！！)"                                                              | 15/09/2016     | 09/05/2017     |
| 946  | XY–43 | "Formando uma União Perfeita!" Zygarde Contra-Ataca! A Batalha Final por Kalos!!" "Hangeki no Jigarude! Karosu saishō kessen!!" (反撃のジガルデ！カロス最終決戦！！)"                                                   | 15/09/2016     | 10/05/2017     |
| 947  | XY–44 | "Batalhando com um Novo Começo!" Nós Começamos do Zero! A Decisão de Clemont!!" "Hajimari wa Zero! Shitoroido no Ketsudan!!" (はじまりはゼロ！シトロンの決断！！)"                                                      | 06/10/2016     | 11/05/2017     |
| 948  | XY–45 | "O Primeiro Dia do Resto da Sua Vida!" Uma Última Batalha com Ash! A Decisão de Serena!!" "Satoshi to Rasuto Batoru! Serena no Sentaku!!" (サトシとラストバトル！セレナの選択！！)"                                     | 13/10/2016     | 15/05/2017     |
| 949  | XY–46 | "Encarando a Necessidade de Muitos!" Adeus, Satoshi-Greninja! A Vingança De Xerosic !!" "Saraba Satoshi-Gekkouga! Kuseroshiki no Gyakushuu!!" (さらばサトシゲッコウガ！クセロシキの逆襲)"                               | 20/10/2016     | 16/05/2017     |
| 950  | XY–47 | "Até Nós Competirmos de novo!" Um Zero sem Fim! Até Outro Dia!!" "Owari naki zero! Mata au hi made!!" (終わりなきゼロ！ また逢う日まで！！)"                                                                            | 27/10/2016     | 17/05/2017     |
| 951  | XY–48 | "A Lenda de X, Y e Z!'" A Lenda de XYZ!" "XYZ no densetsu!" (ＸＹＺの伝説！)" | 03/11/2016     | 18/05/2017     |
| TBD  | XY–49 | "A Dupla Mais Forte! Clemont e Cilan!!" "Saikyō no futari! Citron to Dent!!" (最強の二人！シトロンとデント！！)" | 10/11/2016     | Não exibido    |

## Músicas
Aberturas
- Episódios 1-29: V (Volt) ((V（ボルト), Boruto) por Yusuke
- Episódios 30-54: Mega (Volt) (メガV (ボルト), Megaboruto) por Yusuke
- Episódios 54-94: Mad-Paced Getter (ゲッタバンバン, Getta Banban) por Tomohisa Sako
- Episódios 94-141: XY&Z (Let's Go!) (いくZ, Ikuze) por Rica Matsumoto

Encerramentos
- Episódios 1-28: X Strait, Y Scenery (X海峡Y景色, Ekkusu Kaikyō Wai Keshiki; "X-Kaikyō, Y-Keshiki") por J☆Dee'Z
- Episódios 29-46: Peace Smile! (ピースマイル!, Pīsumairu!) por J☆Dee'Z
- Episódios 47-67, 113 e 138: DreamDream (Serena Ver.) (ドリドリ セレナver., DoriDori Serena Ver.) por Shoko Nakagawa
- Episódios 68-93: Roaring All-Stars (ガオガオ·オールスター, Gaogao Ōrusutā) por Little Monster Glee
- Episódios 94-106, 108-112, 114-123, 125-128, 132-134 e 141: Puni-chan's Song (プニちゃんのうた, Puni-chan no Uta) por Mariya Ise
- Episódio 107: Team Rocket's Team Song (ロケット団団歌, Roketto-dan dan Uta) por Megumi Hayasibara, Shin-ichiro Miki, Inuka Inuyama e Yūji Ueda
- Episódios 124 e 137: Brilliantly (Clemont ver.) (キラキラ シトロンver., KiraKira Shitoron ver.) por Yūki Kaji
- Episódios 129-131: Pikachu's Song (ピカチュウのうた, Pikachū no Uta) por Ikue Ōtani
- Episódios 135-136 e 139: Meowth's Ballad (ニャースのバラード, Nyāsu no Barādo) por Inuko Inuyama
- Episódio 140: V (Volt) ((V（ボルト), Boruto) por Yusuke

## Filmes
| # | Título no Brasil                                   | Título nos Estados Unidos                                |
| - | -------------------------------------------------- | -------------------------------------------------------- |
| 1 | Pokémon, o Filme: Diancie e o Casulo da Destruição | Pokémon the Movie: Diancie and the Cocoon of Destruction |
| 2 | Pokémon, o Filme: Hoopa e o Duelo Lendário         | Pokémon the Movie: Hoopa and the Clash of Ages           |
| 3 | Pokémon, o Filme: Volcanion e a Maravilha Mecânica | Pokémon the Movie: Volcanion and the Mechanical Marvel   |